# Spillum
Spillum este o localitate din comuna Namsos, provincia Nord-Trøndelag, Norvegia.